# Saint-Jérôme Alouettes
Saint-Jérôme Alouettes byl kanadský juniorský klub ledního hokeje, který sídlil v Saint-Jérôme v provincii Québec. V letech 1969–1972 působil v juniorské soutěži Quebec Major Junior Hockey League. Své domácí zápasy odehrával v hale Melançon Arena s kapacitou 3 000 diváků. Klubové barvy byly červená a bílá.
Nejznámější hráči, kteří prošli týmem, byli např.: André Boudrias, Bob Champoux nebo Jim Niekamp.

## Přehled ligové účasti
Zdroj: 
- 1969–1970: Quebec Major Junior Hockey League (Západní divize)
- 1970–1972: Quebec Major Junior Hockey League